# Microporella epihalimeda
Microporella epihalimeda är en mossdjursart som beskrevs av Tilbrook 2006. Microporella epihalimeda ingår i släktet Microporella och familjen Microporellidae. Inga underarter finns listade i Catalogue of Life.